# Hanák Gábor
Hanák Gábor (Újpest, 1944. április 7. –) magyar történész, dokumentumfilm-rendező, riporter.

## Tanulmányai
1963-ban vették fel az Eötvös Loránd Tudományegyetem Bölcsésztudományi Karának magyar-történelem szakára. 1968-ban szerzett diplomát.

## Szakmai pályafutása
1963-ban a Magyar Televízió munkatársa lett. Egyetemi tanulmányai alatt kezdetben képrögzítéssel foglalkozott, majd a Századunk című sorozat egyik munkatársa volt, majd 1985-ig a társadalomtudományi szerkesztőséget vezette. Ugyanebben az évben a Budapesti Filmstúdió vezetőjévé nevezték ki, emellett 1986-ban az Országos Széchényi Könyvtár Történeti Interjúk Tárának vezetője is lett. 1992-ben távozott a Filmstúdiótól. 1992-től a Magyar Mozgóképkincs Megismertetéséért Alapítvány igazgatója. 2007-ig az Országos Széchényi Könyvtár Történeti Interjúk Tárának vezetője volt.
1993-ban az újonnan alakult Duna Televízió főigazgató-helyettese lett. 1996-ban, a televízió átstrukturálása után annak alelnökeként dolgozott 1997-ig. 1999-ben a Magyar Történelmi Film Alapítvány kuratóriumának elnöke lett.
Munkássága során sokat dolgozott együtt Bokor Péterrel, akivel közösen készítették a Századunk, ill. a XX. századunk c. dokumentumfilm-sorozatot (együttműködve Cseh Tamással). Fontosabb munkái: II. Rákóczi Ferenc; Szekfű Gyula; Groza Péter emlékezete; Édes hazámnak akartam szolgálni – Domokos Pál Péter; Életrajzi vázlat, tudományos pályakép – Kosáry Domokos; Haraszti Sándorné született Gróf Irén; Fiaimnak – Hanák Péter portré; Volt egy ember – Donáth Ferenc; Bibó István emlékiratok; Losonczy Géza portré; Méray Tibor a Nagy Imre csoportról; Snagovi emlékezés; G.M. különös élete – Gimes Miklós; Emlékezés két hangra – Vásárhelyi Miklós; A Sándor palota története; Cseh Tamás – Másik János dalok 56-ról; Konrád György áramló leltára; A háborúnak vége – 1945; Egy elmaradt mozielőadás emlékei – 1956..

## Sorozatok
- Gólyavári esték
- Alattvalók és királyok
- Forradalmak kora
- Pogány – Egy magyar falu története
- Pergőtűz
- Krónika
- Isten akaratából
- A bujdosó Bethlen István
- Emlékképek
- Századunk

## Kiadványok
- Előadások a magyar történelemről; szerk. Hanák Gábor; RTV-Minerva, Bp., 1984 (Gólyavári esték)
- Isten akaratából... Találkozások dr. Habsburg Ottóval. Képek és dokumentumok a családi albumból; interjú Bokor Péter, Hanák Gábor; Corvina, Bp., 1991
- Bibó István (1911–1979). Életút dokumentumokban; vál., összeáll. Huszár Tibor, szerk. Litván György, S. Varga Katalin, interjú Huszár Tibor, Hanák Gábor; Osiris-Századvég–1956-os Intézet, Bp., 1995 ('56)
- Bokor Péter–Hanák Gábor: Egy év Habsburg Ottóval. Beszélgetések / Romsics Ignác: Szemben az árral. Esszé; Paginarum, Bp., 1999
- Pokorni; interjú Hanák Gábor, előszó Schmidt Mária; Magyar Egyetemi, Bp., 2004 (Polgári kiskönyvtár sorozat)
- Hanák Gábor–Szabó Csaba: A Nagy Imre miniszterelnök és társai ellen indított per írott, képi és hangzó forrásainak digitalizálása; Magyar Országos Levéltár, Bp., 2008
- B. Révész László–Hanák Gábor–Római Róbert: Pogány. Egy magyar falu évtizedei, 1970–2012. Egy dokumentumfilmes falukrónika nyomán; Éghajlat, Bp., 2012
- Izinger Pál életútja. Az uradalmak világából a XXI. századba; interjú Hanák Gábor, szerk. Izinger Anna; Osiris, Bp., 2014

## Díjai, elismerései
- Nagy Imre-emlékplakett (1993)
- Kodály Zoltán-díj (2001)
- A Magyar Köztársasági Érdemrend tisztikeresztje (2002)
- Akadémiai Újságírói Díj (2005)
- Füzéki István-emlékérem (2012)